# 新井文子
新井 文子（あらい あやこ、1967年 - ）は、1980年代後半から1990年代に活躍した日本の陸上競技選手。元女子800m・1,000m・2,000m走日本最高記録保持者。群馬女子短期大学附属高等学校（現・高崎健康福祉大学高崎高等学校）から三田工業に入社。のち京セラに移籍。群馬県出身。

## 略歴
1984年、群馬女子短大附属高校2年時、第72回日本選手権女子800mにおいて優勝。以降1988年の第76回まで同種目5連覇を飾る。
1985年、高校3年生で800m2分4秒82の日本新記録を樹立。全国女子駅伝1区で区間新記録を樹立した。その他の記録は以下。
- 1987年、800m2分5秒35の室内日本記録樹立
- 1988年、関西実業団選手権で800m2分6秒74の大会新記録を樹立
- 1990年8月10日、ブリュッセルで行われたイボ・バンダム記念陸上女子1000m走で、2分43秒92の日本最高記録を樹立
- 1990年8月14日、ヘンゲローで行われたアドリアン・ポーレン記念陸上女子2000m走で5分54秒30の日本最高記録を樹立
- 1999年、水戸国際陸上に出場し800m2分7秒49の鹿児島県新記録を樹立（所属先の京セラ陸上部が鹿児島を本拠としていたため）。